# Forte Pramand
Il forte Pramand fu l'ultimo forte ad essere stato costruito nella conca di Bardonecchia (entrò in funzione nel 1905) e, grazie a ciò, aveva in dotazione alcuni accorgimenti innovativi migliori rispetto agli altri forti della zona di più vecchia costruzione (Forte Bramafam e Forte Föens). Inoltre era ed è raggiungibile con mezzi motorizzati tramite la Strada militare Fenil-Pramand-Föens-Jafferau che lo collegava al fondovalle ed agli altri forti della conca.

## Struttura

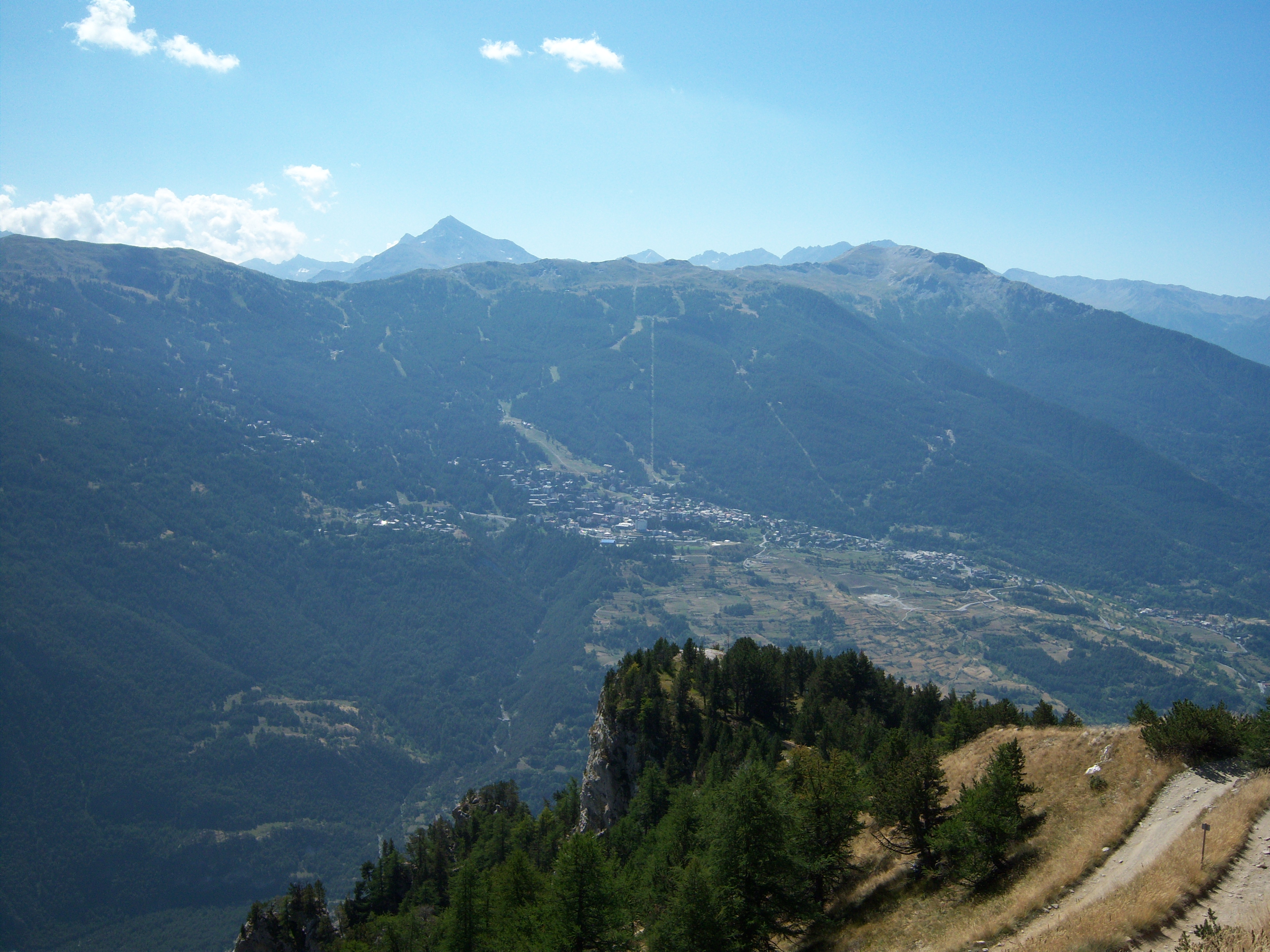
La posizione dell'osservatorio del Forte Pramand e della postazione semi-permanente, a strapiombo sul fondovalle

Pianta del Forte, con piano terra e primo piano

Il forte venne edificato sulla somma del monte Pramand, a picco sopra Pont Ventoux (comune di Salbertrand), e constava di un edificio in conglomerato di cemento a forma rettangolare e con volta ricoperta da reticolati (quindi con forma simile ai forti Paradiso e La Court al Moncenisio). L'edificio era a 2 piani, col piano superiore leggermente più piccolo di quello inferiore: questo era circondato da una galleria lungo tutto il lato protetto sulla quale si aprivano i locali "tecnici" quali magazzini, vani per gruppo elettrogeno e accumulatori, riserva di carburante. Nella parte centrale del piano terra vi erano le cucine, il deposito viveri e 3 camerate. Al piano superiore, di dimensioni inferiori rispetto a quello sottostante, vi era un corridoio parallelo al fronte di gola sul quale si aprivano le riservette per i 4 cannoni ed i pozzi in cui vi erano i pezzi di artiglieria. Al forte erano impiegati, come dotazione normale, 180 uomini.
A differenza dei forti della zona, durante la prima guerra mondiale i cannoni del Pramand non vennero asportati per essere utilizzati sul Fronte Orientale ma rimasero pronti per un eventuale utilizzo. Il forte era dotato di 4 cannoni tipo 149/35 A. non Montagna e montati a pozzo nei 4 buchi appositamente situati sul tetto della costruzione. I cannoni erano protetti da una cupola di acciaio spessa oltre 15 cm che poggiava su sfere che le permettevano una rotazione di 360° per battere la Valle della Dora di Cesana e la conca di Bardonecchia.
La polveriera del forte, posta in posizione arretrata e più protetta rispetto al forte, era collegata allo stesso tramite un corridoio sotterraneo di circa 150 m di lunghezza lungo il quale vi era una rotaia per il trasporto rapido dei proiettili. La polveriera, posta sotto i locali di spolettamento e caricamento dei proiettili al fondo della galleria, constava di 3 locali interrati in cui vi era il magazzino per la balistite e la polvere nera per la fabbricazione dei proiettili.
Arrivando dalla strada militare vi era, nei pressi del primo tornante della strada che arriva dal Colletto Pramand (2087 m s.l.m.), la postazione semi-permanente che, posta sullo spuntone roccioso a strapiombo sopra Pont Ventoux, poteva essere armata con altri 4 cannoni 149/35 Mod. 1901 che, normalmente, erano posti nei magazzini del forte. Alla sinistra delle piazzole vi era l'osservatorio del forte, in una postazione strategica in quanto molto mimetizzata con le rocce e la vegetazione circostante e raggiungibile tramite un sentiero in parte scavato in trincea.

## Il forte oggi

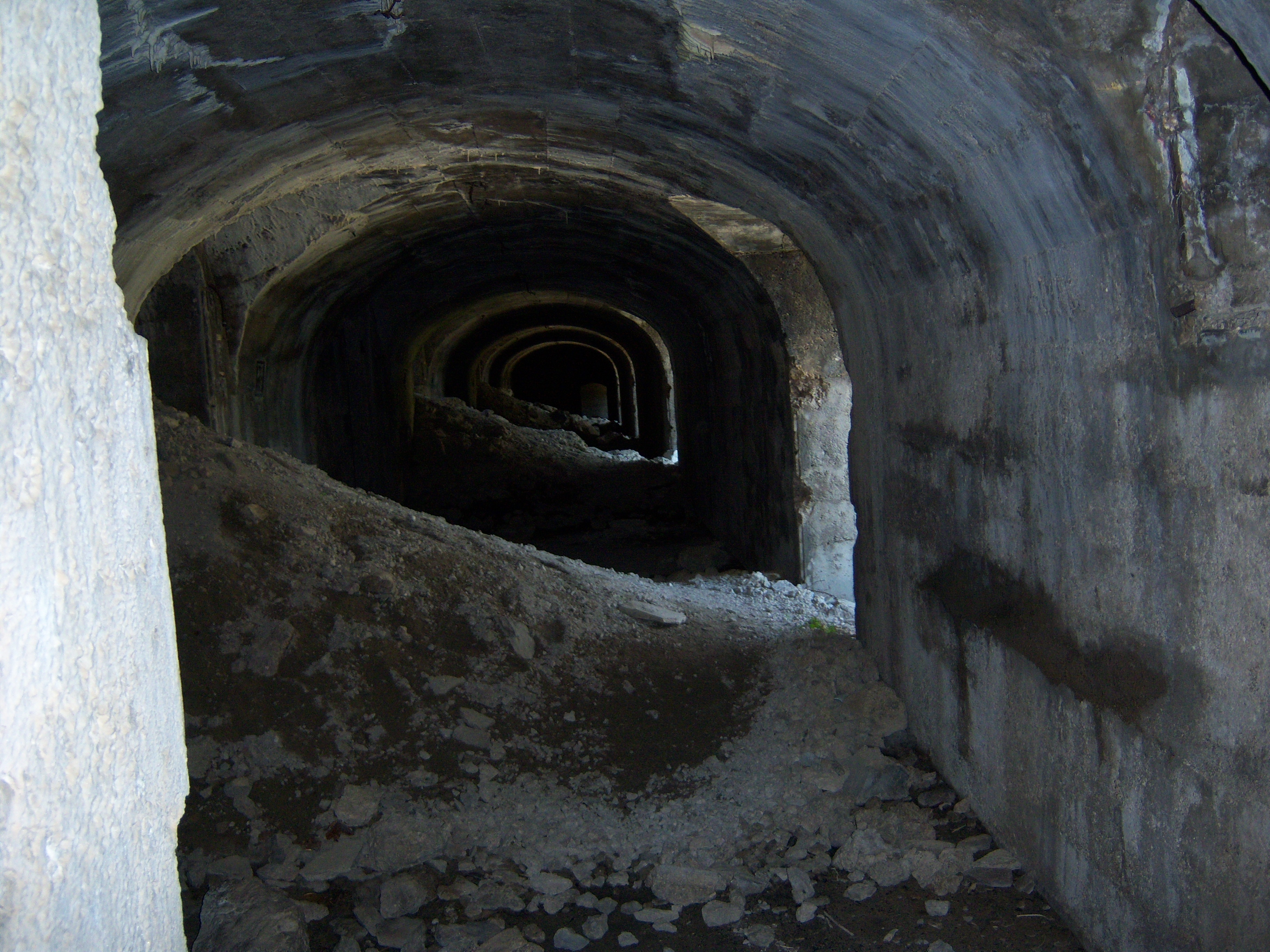
L'interno del corridoio al piano terra del forte nelle condizioni attuali; sulla sinistra ci sono gli ingressi dei vari locali, al fondo l'imbocco per la polveriera

In seguito alla sconfitta dell'Italia nella seconda guerra mondiale il forte, trovandosi a meno di 20 km dal confine con la Francia, dovette essere immediatamente disarmato e venne in parte fatto saltare per evitare ogni possibile riutilizzo (art. 47 del Trattato di Pace).
Attualmente il forte è in cattive condizioni di conservazione, il corridoio del piano terra è ingombro di macerie e detriti e le varie stanze sono praticamente inaccessibili. Al primo piano, raggiungibile con difficoltà grazie alla scala interna, si possono ancora vedere le riservette e le vecchie postazioni dei cannoni.
Sul tetto, raggiungibile tramite un sentiero sul fianco occidentale del forte, si vedono ancora chiaramente le quattro sedi in cui erano alloggiati i cannoni ed è ancora in posizione (per buona parte) il reticolato di protezione.
La galleria per la polveriera è in parte ostruita delle esplosioni ma, superato il blocco, si riesce ancora ad arrivare al locale di caricamento posto al termine. La polveriera invece è inaccessibile dal pozzo che la collegava al locale spolettamento, ma è raggiungibile dal sentiero esterno che, nei pressi della caserma diroccata del Colletto Pramand, sale al forte non sfruttando la strada militare.